# 50. Tony-gála
A 50. Tony-gála az 1995/96-os szezon legjobb Broadway színházi alakításait értékelte. A díjátadót 1996. június 2-án tartották a New York-i Majestic Theatreben, a műsor házigazdája Nathan Lane volt. A ceremóniát a CBS televízióadó közvetítette élőben.

## Győztesek és jelöltek
A nyertesek félkövérrel jelölve.
| Legjobb színdarab | Legjobb musical |
| --- | --- |
| - Mesterkurzus – Terrence McNally - Buried Child – Sam Shepard - Racing Demon – David Hare - Seven Guitars – August Wilson | - Rent - Bring in 'da Noise, Bring in 'da Funk - Chronicle of a Death Foretold - Swinging on a Star |
| Legjobb színdarab újra a színpadon | Legjobb musical újra a színpadon |
| - Kényes egyensúly - Szentivánéji álom - Eszményi férj - Aki szelet vet | - The King and I - Hallottátok, mi esett meg útban a Fórum felé?! - Company - Hello, Dolly! |
| Legjobb férfi főszereplő színdarabban | Legjobb női főszereplő színdarabban |
| - George Grizzard – Kényes egyensúly (Tobias) - Philip Bosco – Csillagok Buffalóban (George Hay) - George C. Scott – Aki szelet vet (Henry Drummond) - Martin Shaw – Eszményi férj (Lord Goring)                                                         | - Zoe Caldwell – Mesterkurzus (Maria Callas) - Carol Burnett – Csillagok Buffalóban (Charlotte Hay) - Rosemary Harris – Kényes egyensúly (Agnes) - Elaine Stritch – Kényes egyensúly (Claire) |
| Legjobb férfi főszereplő musicalben | Legjobb női főszereplő musicalben |
| - Nathan Lane – Hallottátok, mi esett meg útban a Fórum felé?! (Pseudolus) - Savion Glover – Bring in 'da Noise, Bring in 'da Funk ('da Beat/Lil' Dahlin)' - Adam Pascal – Rent (Roger Davis) - Lou Diamond Phillips – The King and I (The King of Siam) | - Donna Murphy – The King and I (Anna Leonowens) - Crista Moore – Big (Susan Lawrence) - Daphne Rubin-Vega – Rent (Mimi Marquez) - Julie Andrews – Victor/Victoria (elutasította a jelölést) (Victoria Grant) |
| Legjobb férfi mellékszereplő színdarabban | Legjobb női mellékszereplő színdarabban |
| - Ruben Santiago-Hudson – Seven Guitars (Canewell) - James Gammon – Buried Child (Dodge) - Roger Robinson – Seven Guitars (Hedley) - Reg Rogers – Holiday (Ned Seton)                                                                                    | - Audra McDonald – Mesterkurzus (Sharon Graham) - Viola Davis – Seven Guitars (Vera) - Michele Shay – Seven Guitars (Louise) - Lois Smith – Buried Child (Halie) |
| Legjobb férfi mellékszereplő musicalben | Legjobb női mellékszereplő musicalben |
| - Wilson Jermaine Heredia – Rent (Angel Dumott Schunard) - Lewis J. Stadlen – Hallottátok, mi esett meg útban a Fórum felé?! (Senex) - Brett Tabisel – Big (Billy) - Scott Wise – State Fair (Pat Gilbert)                                               | - Ann Duquesnay – Bring in 'da Noise, Bring in 'da Funk ('da Singer/The Chanteuse) - Joohee Choi – The King and I (Tuptim) - Veanne Cox – Company (Amy) - Idina Menzel – Rent (Maureen Johnson) |
| Legjobb szövegkönyv musicalben | Legjobb eredeti zene |
| - Jonathan Larson – Rent - John Weidman – Big - Reg E. Gaines – Bring in 'da Noise, Bring in 'da Funk - Graciela Daniele, Jim Lewis, Michael John LaChiusa – Chronicle of a Death Foretold                                                               | - Rent – Jonathan Larson (zene és dalszöveg) - Big – David Shire (zene), Richard Maltby, Jr. (dalszöveg) - Bring in 'da Noise, Bring in 'da Funk – Daryl Waters, Zane Mark (zene), Ann Duquesnay (zene és dalszöveg), George C. Wolfe, Reg E. Gaines (dalszöveg) - State Fair – Richard Rodgers (zene), Oscar Hammerstein (dalszöveg) |
| Legjobb díszlettervezés | Legjobb jelmeztervezés |
| - Brian Thomson – The King and I - John Lee Beatty – Kényes egyensúly - Scott Bradley – Seven Guitars - Anthony Ward – Szentivánéji álom | - Roger Kirk – The King and I - Jane Greenwood – Kényes egyensúly - Allison Reeds – Buried Child - Paul Tazewell – Bring in 'da Noise, Bring in 'da Funk |
| Legjobb látványtervezés | Legjobb zenekar |
| - Jules Fisher, Peggy Eisenhauer – Bring in 'da Noise, Bring in 'da Funk - Christopher Akerlind – Seven Guitars - Blake Burba – Rent - Nigel Levings – The King and I                                                                                    | - Savion Glover – Bring in 'da Noise, Bring in 'da Funk - Graciela Daniele – Chronicle of a Death Foretold - Susan Stroman – Big - Marlies Yearby – Rent |
| Legjobb színdarabrendező | Legjobb musicalrendező |
| - Gerald Gutierrez – Kényes egyensúly - Peter Hall – Eszményi férj - Lloyd Richards – Seven Guitars - Gary Sinise – Buried Child | - George C. Wolfe – Bring in 'da Noise, Bring in 'da Funk - Michael Greif – Rent - Christopher Renshaw – The King and I - Jerry Zaks – Hallottátok, mi esett meg útban a Fórum felé?! |

### Különdíjak
- A legjobb körzeti színház: Alley Theatre, Houston, Texas

## Előadott számok
- Hallottátok, mi esett meg útban a Fórum felé?! ("Comedy Tonight" — Nathan Lane)
- The King and I ("Shall We Dance?" — Lou Diamond Phillips, Donna Murphy)
- Bring in 'da Noise, Bring in 'da Funk ("Taxi"/"Bring in 'da Noise, Bring in 'da Funk" — Savion Glover, Ann Duquesnay, Jeffrey Wright)
- Big ("Fun" — Daniel Jenkins, Jon Cypher)
- State Fair ("All I Owe I-Oh-Way" — John Davidson, Andrea McArdle, and Company)
- Rent ("Seasons of Love"/"La Vie Boheme" — Anthony Rapp, Taye Diggs, Adam Pascal, Idina Menzel and Company)
- Chronicle of a Death Foretold
- Swinging on a Star ("Swinging on a Star")

## Műsorvezetők
A gálán az alábbi műsorvezetők működtek közre:
- Bea Arthur
- Edward Albee
- Christine Baranski
- Harry Belafonte
- Matthew Broderick
- Diahann Carroll
- Hume Cronyn
- Nanette Fabray
- Robert Goulet
- Gregory Hines
- Uta Hagen
- James Earl Jones
- John Lithgow
- Liza Minnelli
- Patricia Neal
- Sarah Jessica Parker
- Bernadette Peters
- John Rubinstein
- Jane Seymour
- Ron Silver
- Lily Tomlin
- Ben Vereen
- Eli Wallach
- Ray Walston
- Lord Andrew Lloyd Webber

## Fordítás
- Ez a szócikk részben vagy egészben  a(z)   50th Tony Awards című angol Wikipédia-szócikk fordításán alapul.  Az eredeti cikk szerkesztőit annak laptörténete sorolja fel. Ez a jelzés csupán a megfogalmazás eredetét és a szerzői jogokat jelzi, nem szolgál a cikkben szereplő információk forrásmegjelöléseként.